# Sgt. Kabukiman N.Y.P.D.
Sgt. Kabukiman N.Y.P.D. é um filme produzido nos Estados Unidos em 1990 de um super-herói cômico dirigido por Lloyd Kaufman e Michael Herz e distribuído pela Troma Entertainment.

## Sinopse
O detetive Harry Griswold, um desajeitado policial de Nova Iorque, investigar uma série de assassinatos envolvendo atores de teatro japonês Kabuki. No meio de sua investigação, Harry assiste ao massacre de um elenco inteiro pelas mãos da máfia. No tiroteio que se seguiu, um dos atores antes de morre, força um beijo em Harry, sem saber, Harry torna-se abençoado com os poderes de um mestre Kabuki. Harry descobre que tem a capacidade de se transformar em Kabukiman, um super-herói. Munido com as armas que só os Kabukis possuem, o sargento Kabukiman vai tentar destruir todos os integrantes da poderosa máfia, que dominam a cidade.

## Elenco
- Rick Gianasi...Harry Griswold / Sgt. Kabukiman
- Susan Byun...Lotus
- Bill Weeden...Reginald Stuart
- Thomas Crnkovich...Rembrandt